# Phoradendron trinervium
Phoradendron trinervium là một loài thực vật có hoa trong họ Santalaceae. Loài này được (Lam.) Griseb. miêu tả khoa học đầu tiên năm 1860.